# بول غراهام (كرة سلة)
بول غراهام (بالإنجليزية: Paul Graham)‏ مواليد 28 نوفمبر 1967 في فيلادلفيا، هو لاعب كرة سلة أمريكي معتزل. بدأ مسيرته الاحترافية في سنة 1990. يبلغ طوله 6 قدم 6 بوصة (2.0 م). اعتزل اللعب في 2004.

## المسيرة الاحترافية
لعب مع أتلانتا هوكس من سنة 1991 إلى 1994، ثم لعب مع جاي دي أيه ديجون في الدوري الفرنسي في موسم 1997–1998، ثم لعب مع ستراسبورغ أي جي في موسم 1999–2000.

## روابط خارجية
- بول غراهام على موقع إن بي أي (الإنجليزية)
- بول غراهام على موقع سبورتس رفرنس (الإنجليزية)
- بول غراهام على موقع كرة السلة الأوروبية.كوم (الإنجليزية)
- بول غراهام على موقع كلية كرة السلة في سبورتس رفرنس.كوم (الإنجليزية)
- بول غراهام على موقع ريلجم (الإنجليزية)
- بول غراهام على موقع بروبوليرز (الإنجليزية)